# 黄练河
黄练河，位于中国广西壮族自治区南部，是鲤鱼江右岸支流，发源于宾阳县黎塘镇镇龙山北麓，向北流至甫上转东北流，进入贵港市覃塘区转东南流，经黄练镇，至三里镇九岸村汇入鲤鱼江。河长37千米，流域面积240平方公里。